# Artem Kozakevych
Artem Kozakevych (Novovolynsk, 2 de octubre de 1992) es un jugador de balonmano ucraniano que juega de extremo derecho en el Minaur Baia Mare de la Liga Națională. Es internacional con la selección de balonmano de Ucrania.
Su primer gran campeonato con la selección fue el Campeonato Europeo de Balonmano Masculino de 2020.

## Palmarés

### Motor Zaporiyia
- Liga de Ucrania de balonmano (7): 2015, 2016, 2017, 2018, 2019, 2020, 2021

## Clubes
| Club             | País    | Año         |
| ---------------- | ------- | ----------- |
| Portovyk Yuzhne  | Ucrania | 2009 - 2014 |
| Motor Zaporiyia  | Ucrania | 2014 - 2022 |
| Minaur Baia Mare | Rumania | 2022 - Act. |